# Квинт Аквилий
Квинт Аквилий (на латински: Quintus Aquilius) е политик на Римската империя. Той е два пъти консул по времето на император Каракала (211 – 217).
Произлиза от старата фамилия Аквилии. Баща е на весталката Юлия Аквилия Севера, която става през 220 г. втората съпруга на римския император Елагабал.